# Wadi Rum

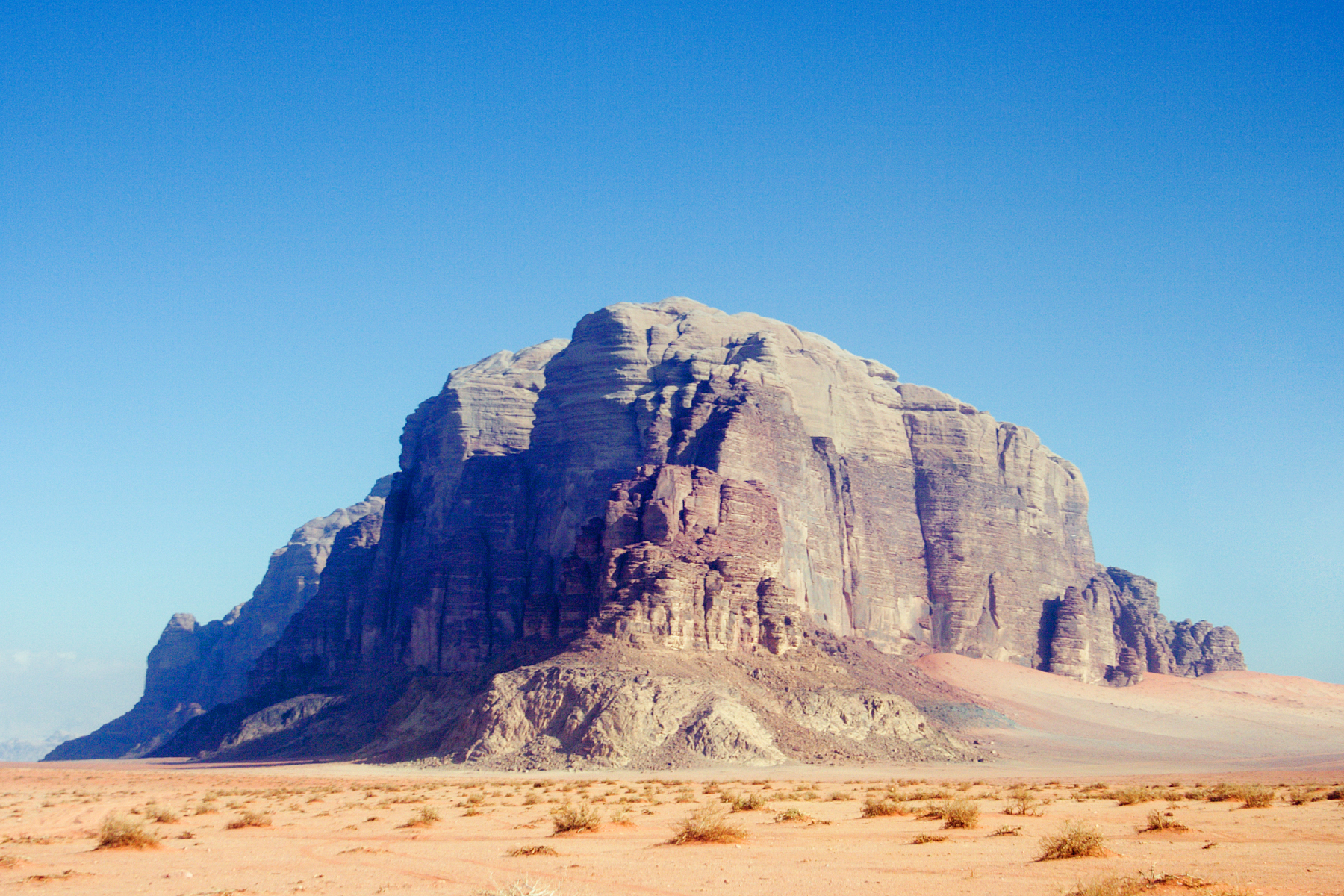
Munții din Wadi Rum

Wadi Rum (arabă وادي رم‎ ) cunoscut și ca Valea Lunii (arabă وادي القمر‎), este o vale în nisipul și granitul din sudul Iordaniei, la 60 de kilometri de Aqaba: este cel mai mare wadi din Iordania. Numele Rum provine, cel mai probabil, de la rădăcina aramaică care înseamnă „înalt” sau  „elevat”. Pentru a-i reflecta corecta pronunțare în limba arabă, arheologii îl transcriu fonetic Wadi Ramm.

## Istorie
Wadi Rum a fost locuit de multe culturi încă din timpurile preistorice, cu multe culturi – incluzând și civilizația nabateeană- fapt care se poate observa din forma desenelor murale și a desenelor de tip graffiti.
În vest, Wadi Rum poate că este mai bine cunoscut pentru legătura pe care o are cu ofițerul britanic T.E. Lawrence, care a traversat această zonă de mai multe ori în timpul revoltei arabe din 1917-1918. În anii 1980, una dintr formațiunile stâncoase  din Wadi Rum a fost numită „Cei șapte piloni ai înțelepciunii”, după cartea scrisă de Lawrence ca o consecință a războiului, deși această carte nu avea nicio legătura cu Rum.

## Geografia
Zona este așezată pe valea principală a văii Wadi Rum. Punctul cel mai  înalt din Iordania este muntele Um Dami, cu o înălțime de 1,840 m, localizat la 30 de kilometri sud de satul Wadi Rum. Într-o zi fără nori, se poate vedea Marea Roșie și granița cu Arabia Saudită din vârf.
Jabal Rum (1,734 metri deasupra nivelului mării) este al doilea cel mai înalt vârf din Iordania și vârful cel mai înalt din zona Rum centrală, ridicându-se direct peste valea Rum, opusă muntelui Jebel um Ishrin, care are o înălțime cu aproape un metru mai mică.
Satul Wadi Rum are câteva sute de locuitori beduini,cu corturi cu blană de capră și case adunate, dar și cu o școală de băieți și una de fete, câteva magazine și sediul central al Deserto Patrol.

## Turismul
Wadi Rum este casa beduinilor din tribul Zalabia care, lucrând cu alpiniști și călători, au reușit să dezvolte un ecoturism care le este acum sursa principală de venit. Această zonă este acum una din atracțiile turistice cele mai importante ale Iordaniei, atrăgând un număr mare de turiști străini, în special iubitorii de alpinism dar și pe cei care doresc să experimenteze posibilitatea de a merge în safari pe cal sau pur și simplu, pentru excursii de o zi de la Aqaba la Petra. Alte activități des întâlnite în peisajele deșertice includ camparea sub stele, echitația dar și alpinismul între formațiuni de rocă masive.

## Galerie

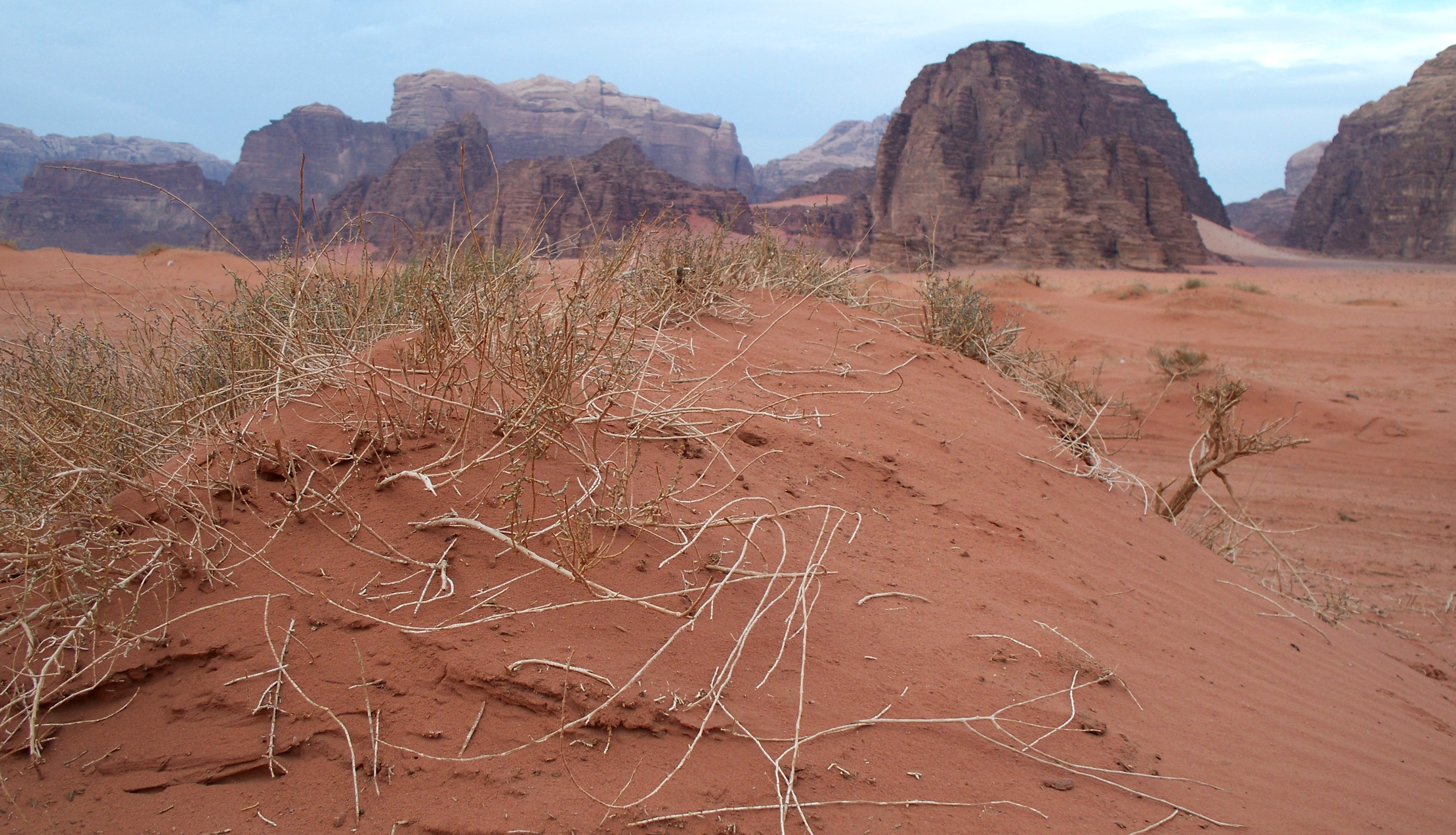
Deșertul Wadi Rum
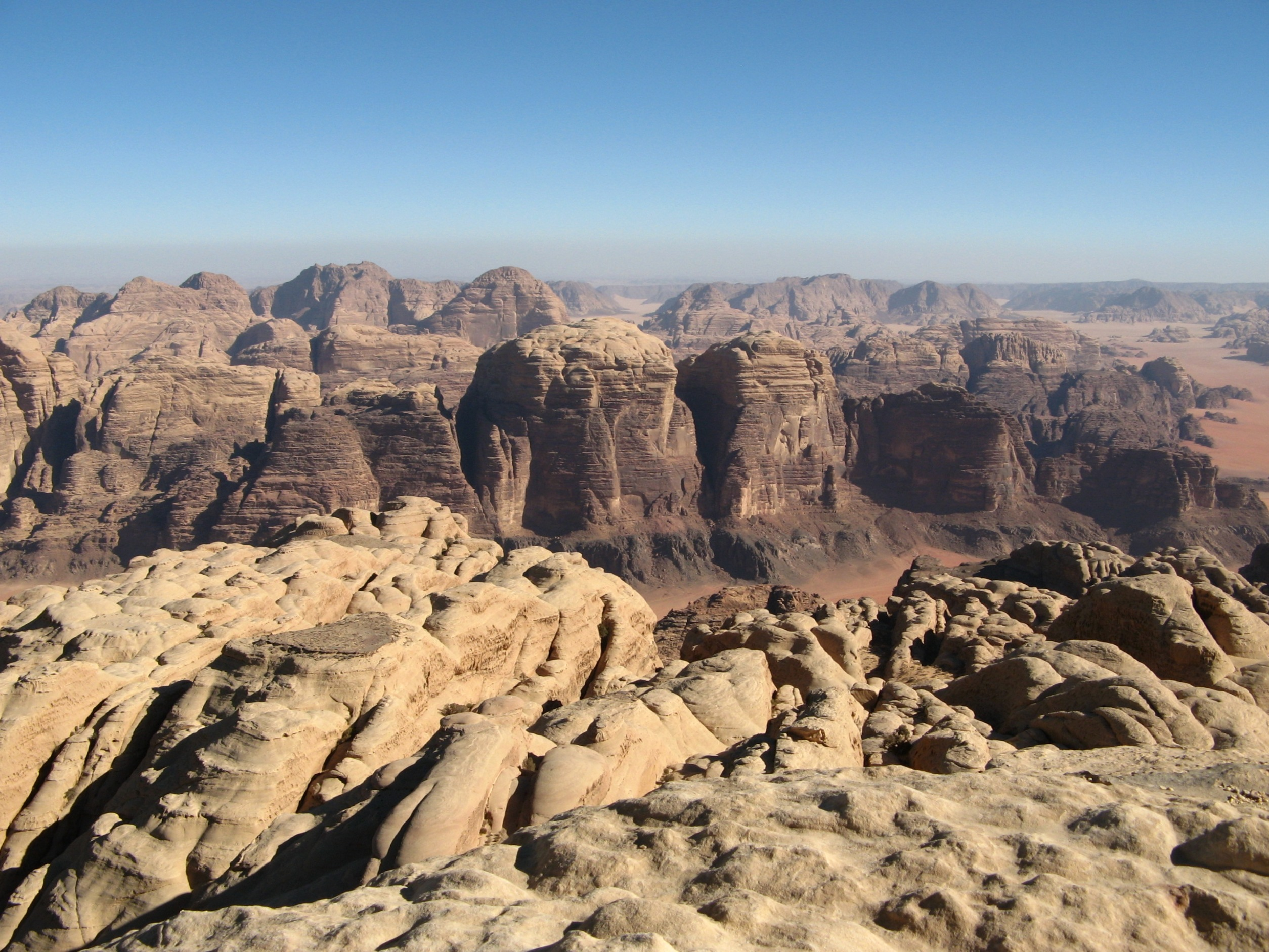
View from the top of Jabal Rum
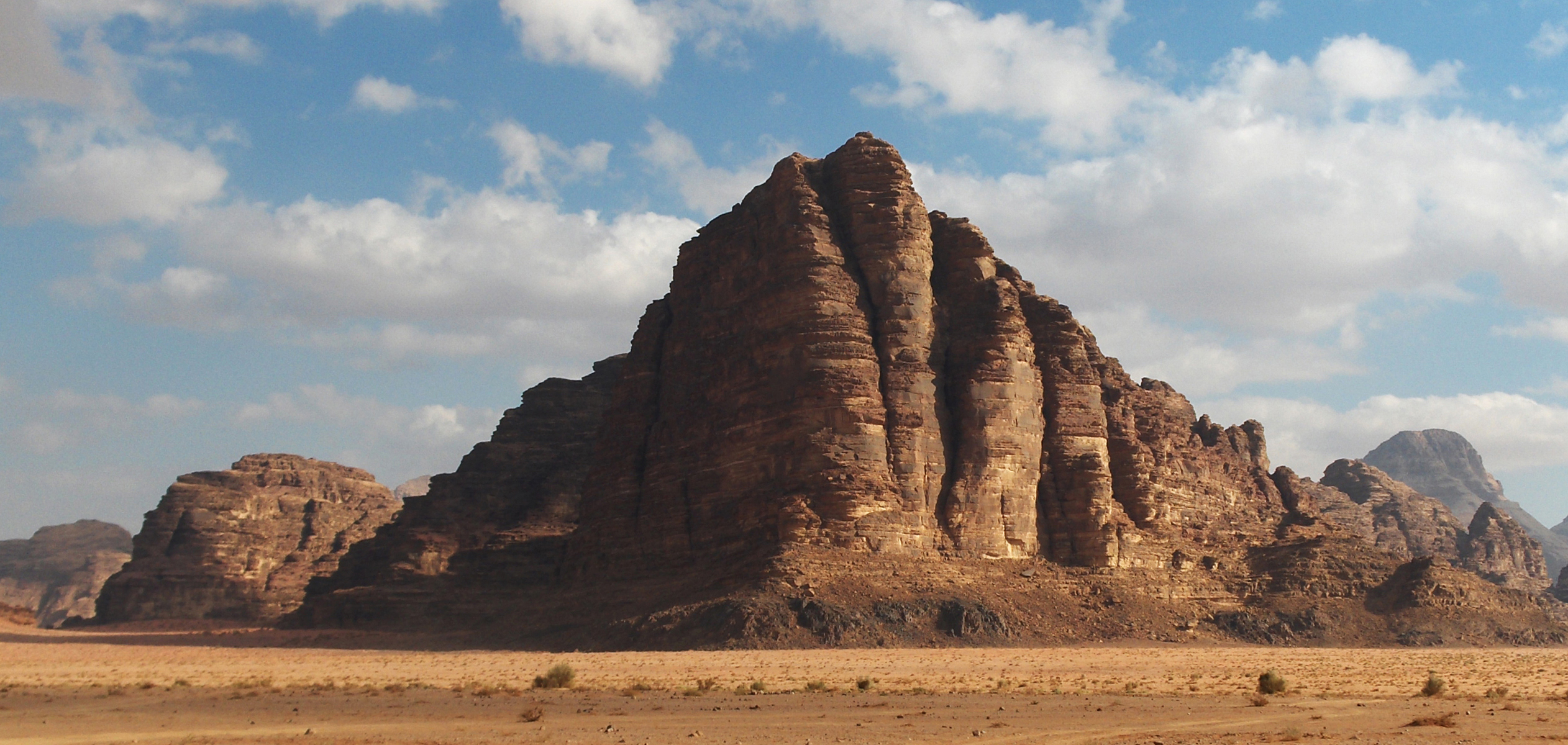
The "Seven Pillars of Wisdom" rock formation
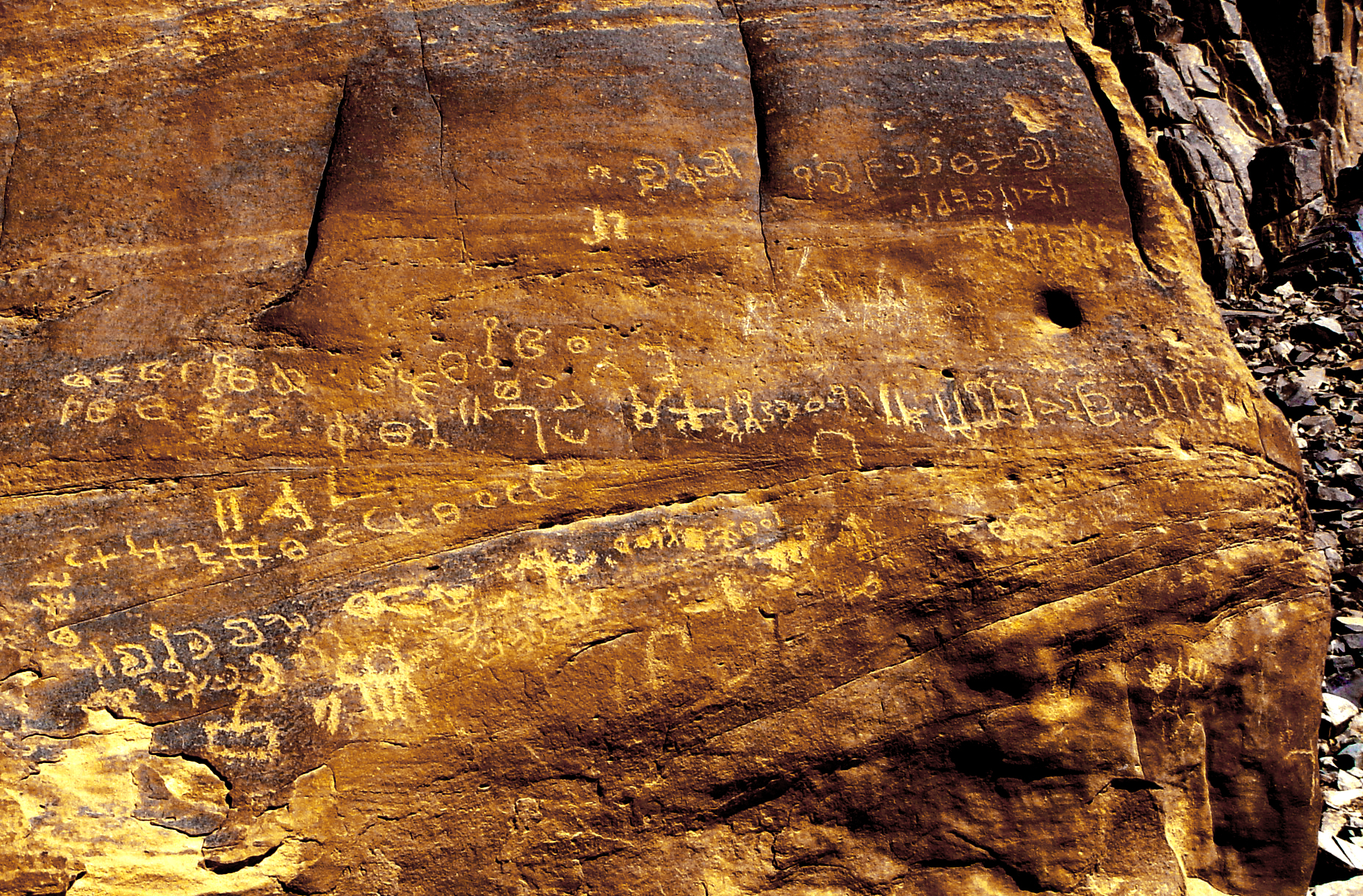
Thamudic inscriptions in Wadi Rum
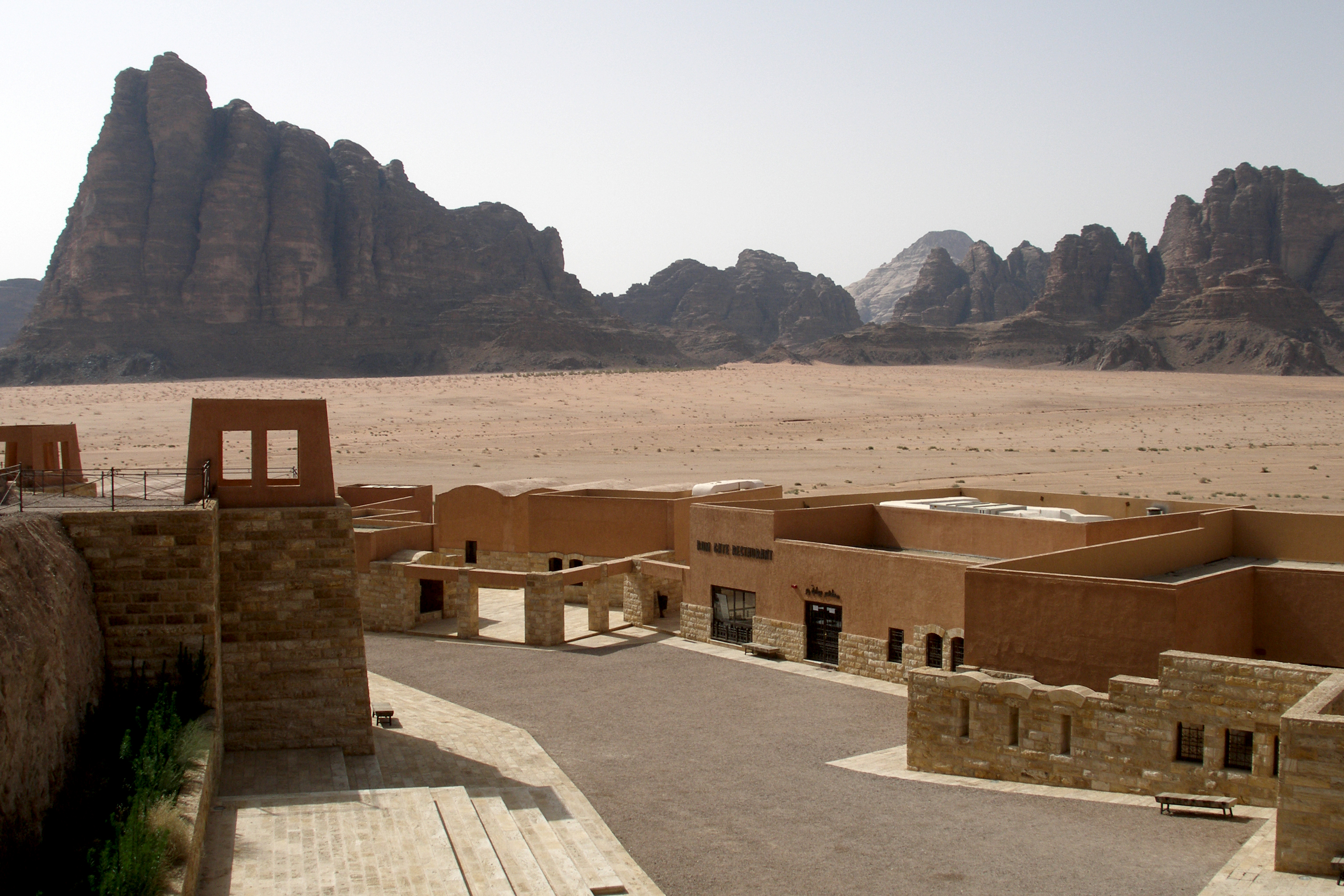
The Wadi Rum Visitor Center
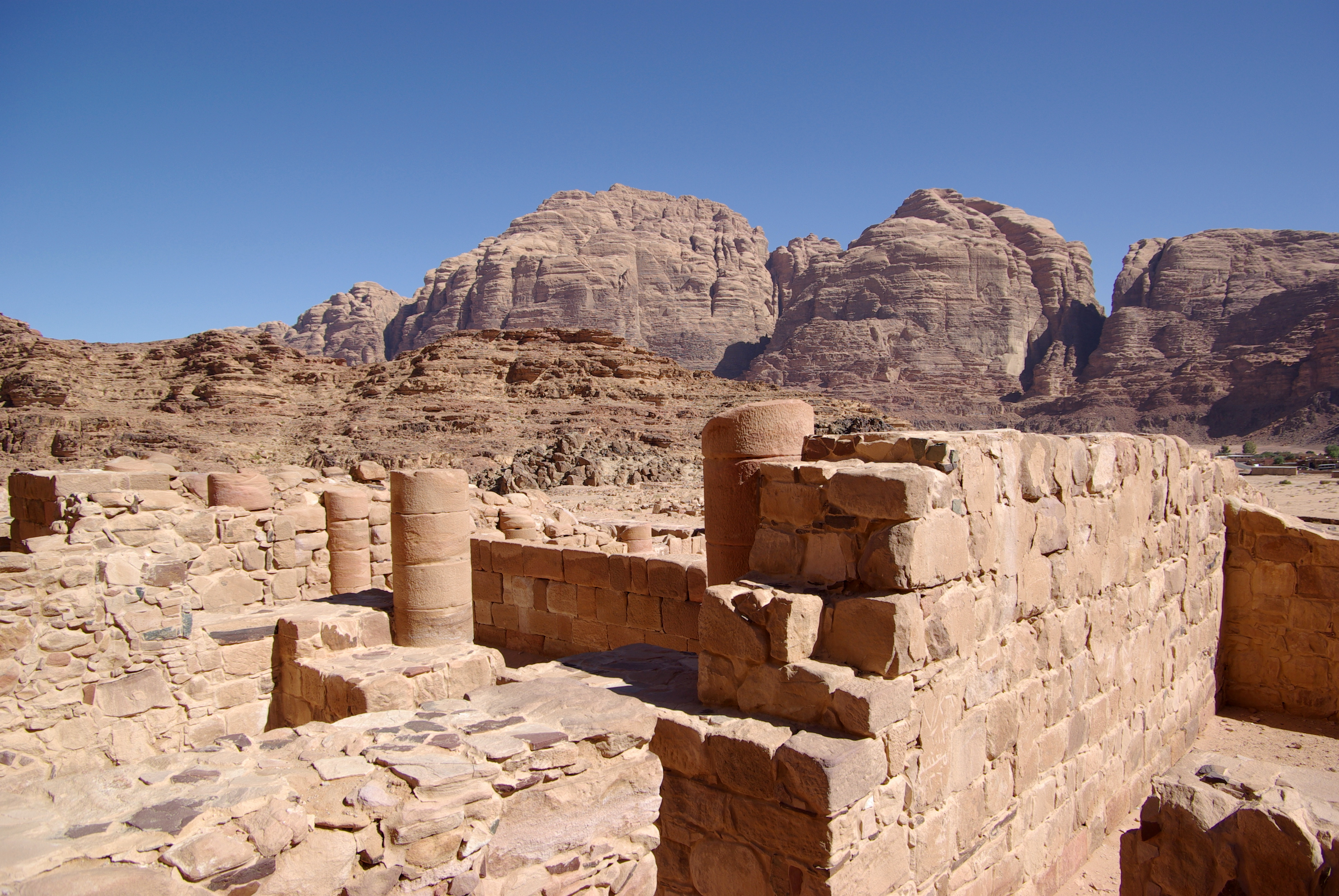
A Nabatean temple in Wadi Rum
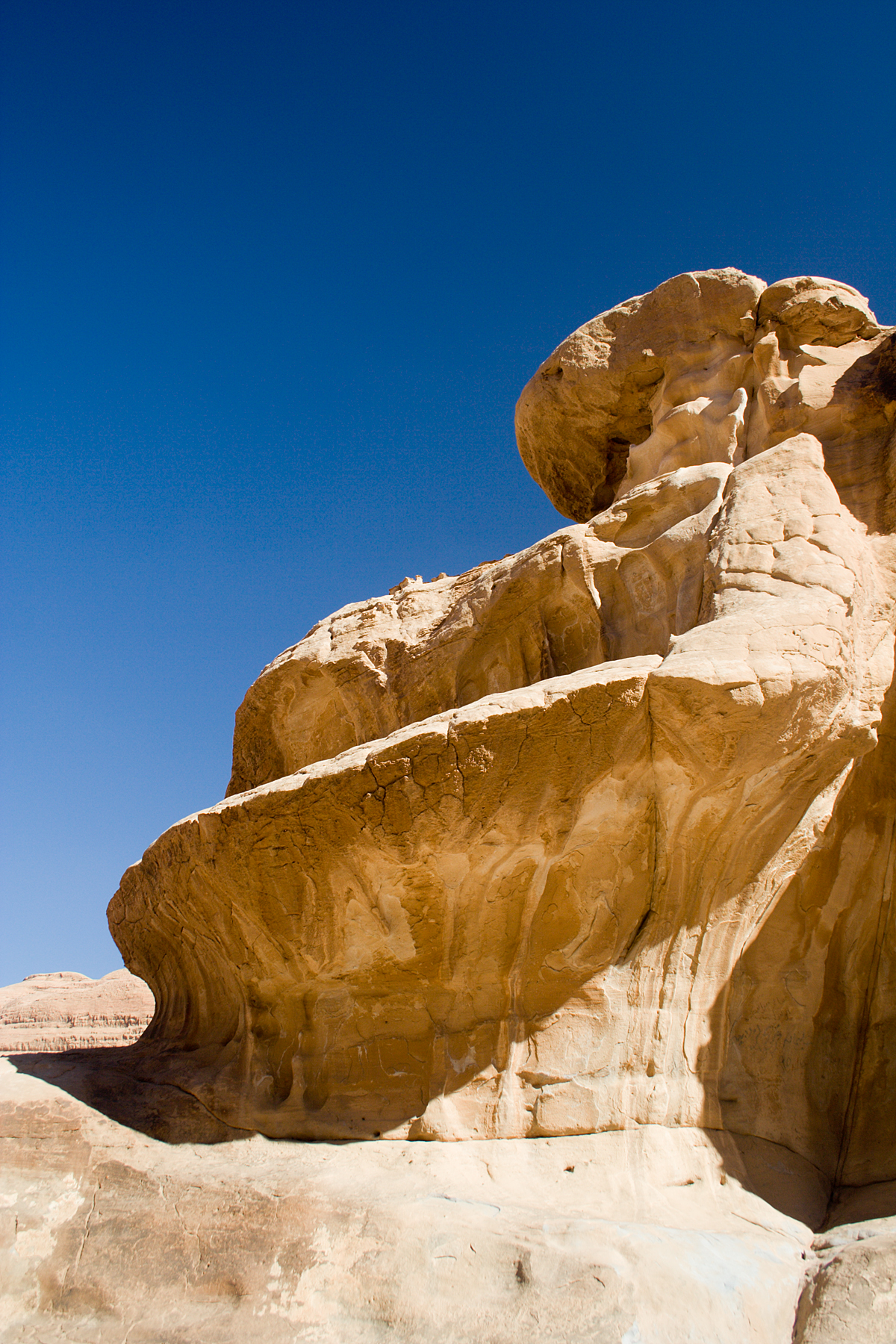
A sandstone formation carved by the elements in Jordan's Wadi Rum
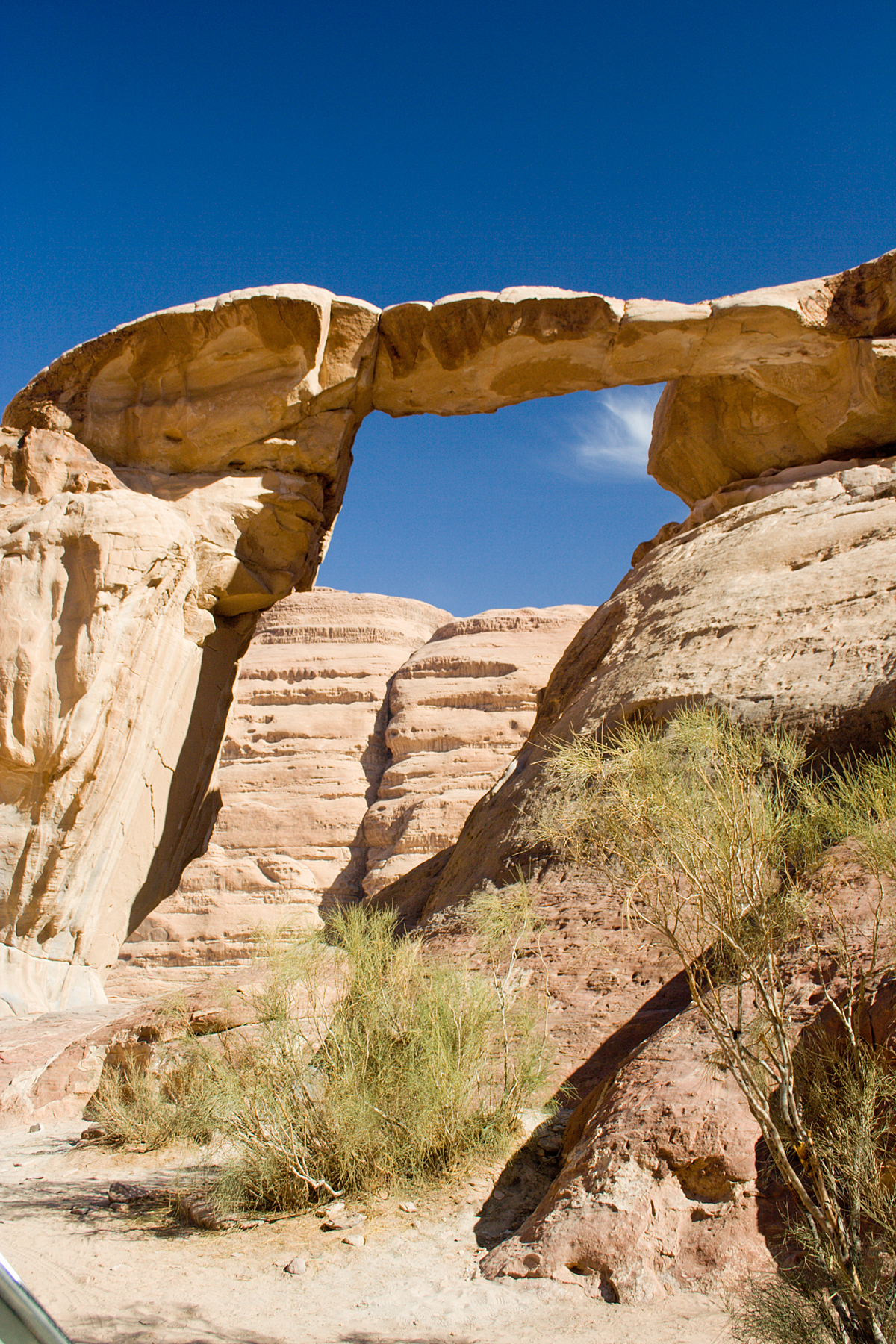
Jabal Umm Fruth Rock Bridge is one of several rock bridges in Jordan's Wadi Rum